# Irako Seihaku

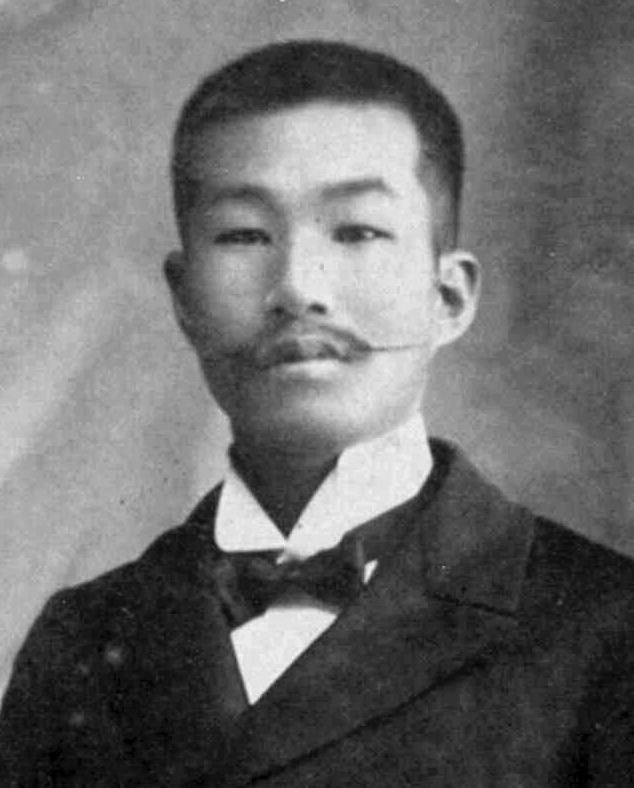
Irako Seihaku

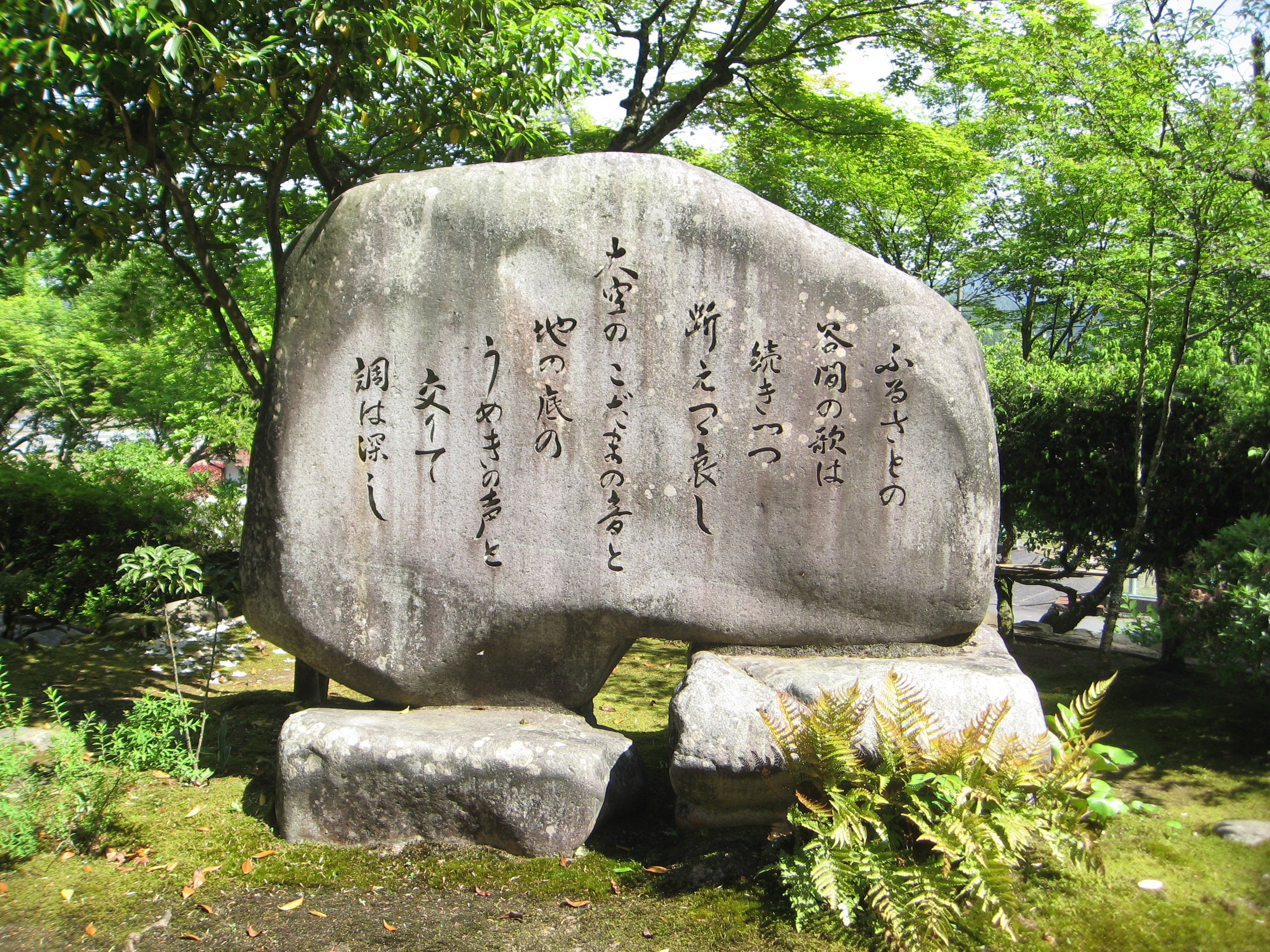
„Furosato no kyakuma“

Irako Seihaku (japanisch 伊良子 清白, Vorname eigentlich Teruzō; geboren 4. Oktober 1877 in Hiketa (Präfektur Tottori); gestorben 10. Januar 1946) war ein japanischer Arzt und Dichter.

## Leben und Wirken
Irako Seihaku machte seinen Studienabschluss als Arzt an der „Kyōto furistsu igakkō“ (京都府立医学校), der heutigen Präfekturalen Medizinischen Universität Kyōto.
Als Leserbriefschreiber von „Shōnen-en“ – (少年園) „Garten der Jugend“ und „Seinen-bun“ (青年文) – „Schrift eines Heranwachsenden“ ist er als Dichter hervorgetreten. Er veröffentlichte im Magazin „Bunko“ (文庫) „Iwama no Shirayuri“ (巌間の白百合), „Iwamas weiße Lilie“, „Natsuhi kujakufu“ (夏日孔雀賦) – „Tribut an einen Pfau am Sommertag“ und „Umi no koe yama no koe“ (海の声山の声) – „Ruf des Meers, Ruf der Berge“, hervorragende Werke, die ihn zum führenden Dichter der 30er Jahre machten.
1906 veröffentlichte Irako seine einzige Gedichtsammlung „Kujaku-bune“ (孔雀船) – „Pfauen-Boot“, wobei er unter seinen Gedichten die besten sorgfältig auswählte. Nach der Auflösung der „Bunko-Schule“ (文庫派) geriet er ins literarische Abseits. Nun als Arzt arbeitend zog der nach Yokohama, Hamada, nach Taiwan und an andere Orte. In der Shōwa-Zeit arbeitete er daneben an den Magazinen „Josei jidai“ (女性時代) – „Zeitalter der Frauen“ und „Shiratori“ (白鳥) – „Schwan“ mit. Im Januar 1946 starb er bei einem Hausbesuch im Dorf Nanaho (heute Stadt Taiki) in der Präfektur Mie, wohin er im Zweiten Weltkrieg hingezogen war.
Mit Kawai Suimei, Herausgeber des „Pfauen-Boot“ und Yokose Yau (1878–1934) gehörte Irako zu den wichtigsten Vertretern der „Bunko-Schule“.